# Keltern
Keltern település Németországban, azon belül Baden-Württembergben. Lakosainak száma 9098 fő (2023. december 31.).

## Népesség
A település népessége az elmúlt években az alábbi módon változott:
| Lakosok száma | 6414 | 6782 | 7303 | 7535 | 7804 | 8593 | 8886 | 9065 | 9037 | 9098 |
|               | 1961 | 1967 | 1974 | 1980 | 1987 | 1993 | 2000 | 2006 | 2013 | 2023 |